# Atletica leggera ai Giochi della XXV Olimpiade - 200 metri piani maschili
I 200 metri piani hanno fatto parte del programma maschile di atletica leggera ai Giochi della XXV Olimpiade. La competizione si è svolta nei giorni 3-6 agosto 1992 allo Stadio del Montjuic di Barcellona.

## Presenze ed assenze dei campioni in carica
| Competizione         | Atleta           | Prestazione | Barcellona 1992 |
| -------------------- | ---------------- | ----------- | --------------- |
| Olimpiadi 1988       | Joe DeLoach      | 19”75       | Rit. 1989       |
| Commonwealth 1990    | Marcus Adam      | 20”10w      | Presente        |
| Goodwill Games 1990  | Michael Johnson  | 20”54       | Presente        |
| Europei 1990         | John Regis       | 20”11       | Presente        |
| Asiatici 1990        | Susumu Takano    | 20”94       | Non qual.       |
| Panamericani 1991    | Robson da Silva  | 20”15       | Presente        |
| Africani 1991        | Frank Fredericks | 20”28       | Presente        |
| Mondiali 1991        | Michael Johnson  | 20”01       | Presente        |
|                      |                  |             |                 |
| Mondiali junior 1988 | Kevin Braunskill | 20”87       | Assente         |

1. ↑  Sotto la bandiera della Gran Bretagna.

## La gara
Michael Marsh e Frankie Fredericks sono i protagonisti dei Quarti: l'americano corre in 20"08; il namibiano fa ancora meglio: 20"02.

Nella prima semifinale Marsh fa una corsa eccezionale. Arriva sul traguardo sicuro della qualificazione e si lascia andare. Non si è accorto che stava battendo il record del mondo: il cronometro lo beffa con 19"73, appena un centesimo in più del primato di Mennea! Christie, fresco olimpionico dei 100 metri, arriva quinto e viene eliminato.

La seconda serie viene vinta da Fredericks con un più normale 20"14. Anche qui c'è un'eliminazione a sorpresa: il vincitore dei Trials, Michael Johnson, arriva solo sesto a causa di un'intossicazione alimentare.

Finale: Michael Marsh è l'uomo da battere, ma tutti hanno paura di lui. Nessuno lo attacca; già all'uscita della curva ha un metro di vantaggio e lo mantiene fino alla fine.

## Risultati

### Turni eliminatori
| 11 Batterie        | 3 agosto | 81 partenti       | Si qualificano i primi 3 più i 7 migliori tempi. |
| 5 Quarti di finale | 3 agosto | 8 + 8 + 8 + 8 + 8 | Si qualificano i primi 3 + il miglior tempo.     |
| 2 Semifinali       | 5 agosto | 8 + 8             | Si qualificano i primi 4.                        |
| Finale             | 6 agosto | 8 concorrenti     |                                                  |

#### Semifinali

Video delle Semifinali

Accedono alla Finale i primi 4 classificati di ciascuna semifinale. Non ci sono ripescaggi.
1ª Semifinale
| Pos. | Atleta            | Paese         | Tempo | Note |
| ---- | ----------------- | ------------- | ----- | ---- |
| 1    | Michael Marsh     | Stati Uniti   | 19"73 | Q,   |
| 2    | John Regis        | Gran Bretagna | 20"09 | Q    |
| 3    | Robson da Silva   | Brasile       | 20"15 | Q    |
| 4    | Oluyemi Kayode    | Nigeria       | 20"23 | Q    |
| 5    | Linford Christie  | Gran Bretagna | 20"38 |      |
| 6    | Nikolay Antonov   | Bulgaria      | 20"55 |      |
| 7    | Clive Wright      | Giamaica      | 20"82 |      |
| 8    | Torbjörn Eriksson | Svezia        | 20"85 |      |

2ª Semifinale
| Pos. | Atleta             | Paese             | Tempo | Note |
| ---- | ------------------ | ----------------- | ----- | ---- |
| 1    | Frankie Fredericks | Namibia           | 20"14 | Q    |
| 2    | Michael Bates      | Stati Uniti       | 20"39 | Q    |
| 3    | Olapade Adeniken   | Nigeria           | 20"39 | Q    |
| 4    | Marcus Adam        | Gran Bretagna     | 20"63 | Q    |
| 5    | Emmanuel Tuffour   | Ghana             | 20"78 |      |
| 6    | Michael Johnson    | Stati Uniti       | 20"78 |      |
| 7    | Sidney Telles      | Brasile           | 20"88 |      |
| -    | Neil de Silva      | Trinidad e Tobago | SQ    |      |

### Finale

Video della Finale

| Primatista mondiale   | 19"72 '79 | Pietro Mennea   | Ritirato 1988 |
| Primatista stagionale | 19"79     | Michael Johnson | Presente      |

1. ↑  Stabilito il 28 giugno.

| Posizione | Atleta           | Nazionalità   | Tempo |
| --------- | ---------------- | ------------- | ----- |
|           | Michael Marsh    | Stati Uniti   | 20"01 |
|           | Frank Fredericks | Namibia       | 20"13 |
|           | Michael Bates    | Stati Uniti   | 20"38 |
| 4         | Robson da Silva  | Brasile       | 20"45 |
| 5         | Olapade Adeniken | Nigeria       | 20"50 |
| 6         | John Regis       | Gran Bretagna | 20"55 |
| 7         | Oluyemi Kayode   | Nigeria       | 20"67 |
| 8         | Marcus Adam      | Gran Bretagna | 20"80 |